# Kepler-33 d
Kepler-33 d (KOI-707.01) est une planète extrasolaire (exoplanète) confirmée en orbite autour de l'étoile Kepler-33, une sous-géante située dans la direction de la constellation du Cygne.
Détectée en 2011 par le télescope spatial Kepler, sa découverte par la méthode spectroscopique des transits a été annoncée le 26 janvier 2012 par un communiqué de la NASA et la mise en ligne d'un article. Elle a été confirmée par l'agence spatiale américaine dès le 15 février 2012.
En 2014, Sam Hadden et Yoram Lithwick ont estimé sa masse à 0,037+0,031
 −0,023 masses joviennes (MJ), soit 11,7+10,0
 −7,4 masses terrestres (MT), pour un rayon de 0,444+0,104
 −0,100 rayons joviens, soit 4,98+1,17
 −1,12 rayons terrestres.